# Radiya Roba
Radiya Roba (* 22. September 1989) ist eine äthiopische Marathonläuferin.
2008 wurde sie Dritte beim Košice-Marathon. Im Jahr darauf wurde sie Fünfte beim Mumbai-Marathon, Siebte beim Prag-Marathon und Zweite in Košice. 
2010 folgte einem fünften Platz beim Sevilla-Marathon und einem zweiten beim Ottawa-Marathon der Sieg beim Marathon des Alpes-Maritimes in ihrer persönlichen Bestzeit von 2:30:37 h.